# Майна, Линтон
Линтон Майна (нем. Linton Maina; 23 июня 1999 года, Берлин, Германия) — немецкий футболист, играющий на позиции полузащитника клуба «Кёльн».

## Карьера
Начал заниматься футболом в четырёхлетнем возрасте в школе «Плефферверк». В 12 лет перешёл в берлинскую команду «Эмпор», откуда его приглядели скауты одного из крупных клубов Бундеслиги — «Ганновера 96».
Со второй половины сезона 2017/2018, продолжая выступать за молодёжную команду U-19, стал привлекаться к тренировкам с основным составом. В феврале 2018 года подписал с клубом четырёхлетний контракт. 18 марта Майна дебютировал в Бундеслиге в поединке против дортмундской Боруссии, выйдя на замену на 86-й минуте вместо Марвина Бакалорца. Всего в дебютном сезоне провёл 2 матча, в обоих выходил на замену.
Игрок юношеских сборных Германии различных возрастов.